# Смит, Джон (индеец)
Вождь Джон Смит (ум. 6 февраля 1922; также известен, как Gaa-binagwiiyaas — «тот, у кого отслаивается плоть») — индеец-чиппева, шаман, проживавший на территории Кэсс-Лейк, Миннесота, и считавшийся долгожителем: на момент смерти, как утверждается, ему было 137 лет.

## Споры о возрасте
Точный возраст Джона Смита на момент смерти доподлинно не установлен. Так, федеральный уполномоченный по регистрации индейцев, Рэнсон Пауэлл, утверждал, что внешний вид Джона «был следствием заболевания, сделавшего его таким, а не возраста» и отметил, что, согласно записям, ему было всего 88 лет. Пол Баффало, который будучи ребёнком встретился с Джоном Смитом, сказал, что он неоднократно слышал о старом человеке, утверждавшем, что ему было «семь или восемь», «восемь или девять» и «десять лет», когда «звёзды падали». Последняя фраза относится к метеорному дождю, наблюдавшемуся 13 ноября 1833 года, о чём пишет Карл Цапффе: «Даты рождения индейцев XIX века в целом определялись Правительством в связи с внушающим страх метеоритным дождём, который прошёл через американское небо перед рассветом 13 ноября 1833 года, так ужасая цивилизованные и нецивилизованные [sic] народы. Очевидно, это был конец света…». Это говорит о том, что возраст Джона Смита на момент смерти был чуть менее ста лет.

## Личная жизнь

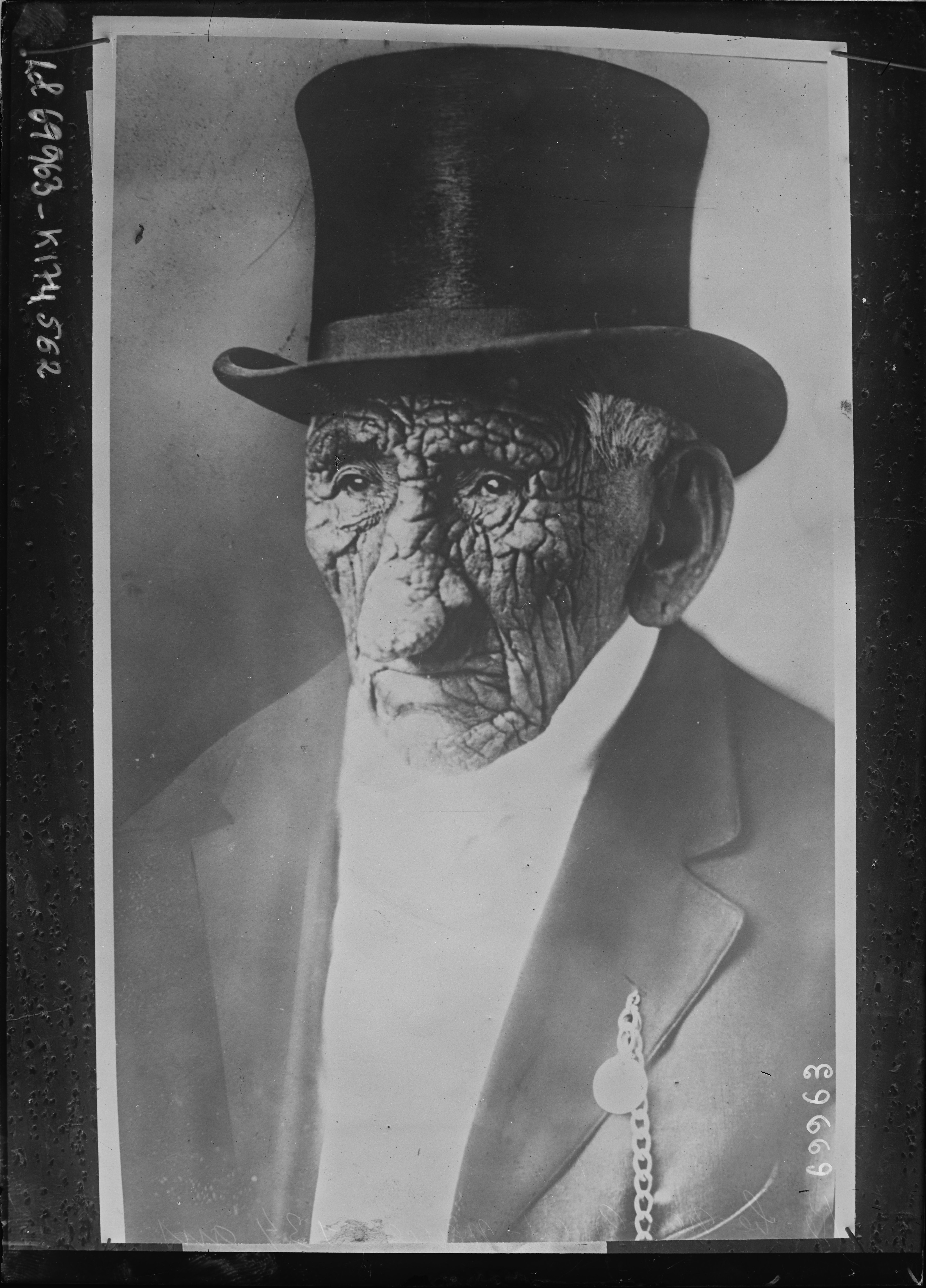
В 1921 году

Джон Смит был женат восемь раз, однако, кроме усыновлённого им мальчика по имени Том, детей не было.

### Комментарии
1. ↑  Кроме того, записан как Kahbe nagwi wens, Ka-be-na-gwe-wes, Ka-be-nah-gwey-wence, Kay-bah-nung-we-way или Ga-Be-Nah-Gewn-Wonce, что означает «лишняя плоть», «морщинистое мясо» и «старое морщинистое мясо». Среди белых людей имел прозвище «старый индеец»[1].